# Ideopsis chinensis
Ideopsis chinensis är en fjärilsart som beskrevs av Felder 1862. Ideopsis chinensis ingår i släktet Ideopsis och familjen praktfjärilar. Inga underarter finns listade i Catalogue of Life.